# Accord relatif au transport international des marchandises dangereuses par route
Pour les articles homonymes, voir ADR.
Lire en ligne

(fr) À propos de l'ADR
(en) About the ADR

L'accord relatif au transport international des marchandises dangereuses par route (ADR), fait à Genève le 30 septembre 1957 sous l'égide de la Commission économique pour l'Europe, est entré en vigueur le 29 janvier 1968. L'accord proprement dit a été modifié par le protocole portant amendement de l'article 14, paragraphe 3, fait à New York le 21 août 1975, qui est entré en vigueur le 19 avril 1985.
L'accord en lui-même est bref et simple : seulement 17 articles le composent. L'article-clé est le second : il dispose qu'à l'exception de certaines marchandises excessivement dangereuses, les autres marchandises dangereuses peuvent faire l'objet d'un transport international dans des véhicules routiers aux conditions imposées par :
- l'annexe A pour les marchandises en cause, notamment pour leur emballage et leur étiquetage ;
- l'annexe B, notamment pour la construction, l'équipement et la circulation du véhicule transportant les marchandises en cause.

## Définition
La France, la Belgique et les autres états européens, ont adopté l'ADR depuis le 1er janvier 1997. 
La dernière version de l'ADR est entrée en vigueur le 1er janvier 2023 et demeure consultable sur le lien suivant. 
En France, cette convention est complétée par des dispositions nationales spécifiques sous forme d'un arrêté relatif au transport des marchandises dangereuses par voies terrestres dit « arrêté TMD ». Ce dernier est entré en vigueur le 1er juillet 2009 et a abrogé toutes les dispositions antérieurement applicables (RTMD, RTMDR, arrêté ADR, arrêté RID, arrêté ADNR).

## Liste des États ayant ratifié l'ADR
Au 25 janvier 2023, cinquante-quatre États ont ratifié l'ADR. 
En voici la liste avec leur date de signature, le statut (Adhésion, Succession, Ratification) :
| Pays               | Signature        | Date               | Statut du traité |
| ------------------ | ---------------- | ------------------ | ---------------- |
| Albanie            | -                | 26 janvier 2005    | Adhésion         |
| Allemagne          | 13 décembre 1957 | 1er décembre 1969  | Ratification     |
| Andorre            | -                | 9 mars 2009        | Adhésion         |
| Arménie            | -                | 12 avril 2022      | Adhésion         |
| Autriche           | 13 décembre 1957 | 20 septembre 1973  | Ratification     |
| Azerbaïdjan        | -                | 28 septembre 2000  | Adhésion         |
| Biélorussie        | -                | 5 avril 1993       | Adhésion         |
| Belgique           | 18 octobre 1957  | 25 août 1960       | Ratification     |
| Bosnie-Herzégovine | -                | 1er septembre 1993 | Succession       |
| Bulgarie           | -                | 12 mai 1995        | Adhésion         |
| Chypre             | -                | 19 avril 2004      | Adhésion         |
| Croatie            | -                | 23 novembre 1992   | Succession       |
| Danemark           | -                | 1er juillet 1981   | Adhésion         |
| Espagne            | -                | 22 novembre 1972   | Adhésion         |
| Estonie            | -                | 25 juin 1996       | Adhésion         |
| Russie             | -                | 28 avril 1994      | Adhésion         |
| Finlande           | -                | 28 février 1979    | Adhésion         |
| France             | 13 décembre 1957 | 2 février 1960     | Ratification     |
| Géorgie            | -                | 19 septembre 2016  | Adhésion         |
| Grèce              | -                | 27 mai 1988        | Adhésion         |
| Hongrie            | -                | 19 juillet 1979    | Adhésion         |
| Irlande            | -                | 12 octobre 2006    | Adhésion         |
| Islande            | -                | 24 février 2004    | Adhésion         |
| Italie             | 13 décembre 1957 | 3 juin 1963        | Ratification     |
| Kazakhstan         | -                | 26 juillet 2001    | Adhésion         |
| Lettonie           | -                | 11 avril 1996      | Adhésion         |
| Liechtenstein      | -                | 12 décembre 1994   | Adhésion         |
| Lituanie           | -                | 7 décembre 1995    | Adhésion         |
| Luxembourg         | 13 décembre 1957 | 21 juillet 1970    | Ratification     |
| Macédoine du Nord  | -                | 18 avril 1997      | Succession       |
| Malte              | -                | 8 mai 2007         | Adhésion         |
| Maroc              | -                | 11 mai 2001        | Adhésion         |
| Monténégro         | -                | 23 octobre 2006    | Succession       |
| Nigeria            | -                | 18 octobre 2018    | Adhésion         |
| Norvège            | -                | 5 février 1976     | Adhésion         |
| Ouganda            | -                | 23 août 2022       | Adhésion         |
| Ouzbékistan        | -                | 24 janvier 2020    | Adhésion         |
| Pays-Bas           | 13 décembre 1957 | 1er novembre 1963  | Ratification     |
| Pologne            | -                | 6 mai 1975         | Adhésion         |
| Portugal           | -                | 29 décembre 1967   | Adhésion         |
| Moldavie           | -                | 14 juillet 1998    | Adhésion         |
| République tchèque | -                | 2 juin 1993        | Succession       |
| Roumanie           | -                | 8 juin 1994        | Adhésion         |
| Royaume-Uni        | 1er octobre 1957 | 29 juin 1968       | Ratification     |
| Saint-Marin        | -                | 15 janvier 2018    | Adhésion         |
| Serbie             | -                | 12 mars 2001       | Succession       |
| Slovaquie          | -                | 28 mai 1993        | Succession       |
| Slovénie           | -                | 6 juillet 1992     | Succession       |
| Suède              | -                | 1er mars 1974      | Adhésion         |
| Suisse             | 6 novembre 1957  | 20 juin 1972       | Ratification     |
| Tunisie            | -                | 3 septembre 2008   | Adhésion         |
| Turquie            | -                | 22 février 2010    | Adhésion         |
| Ukraine            | -                | 1er mai 2000       | Adhésion         |

## Plan de l’ADR restructuré
Il se compose de deux volumes contenant les deux annexes A et B de l’accord.
L’annexe A comporte sept parties distinctes :
- 1- Dispositions générales.
- 2- Classification.
- 3- Liste des marchandises dangereuses, dispositions spéciales et exemptions relatives aux quantités limitées et aux quantités exceptées.
- 4- Dispositions relatives à l’utilisation des emballages et des citernes.
- 5- Procédures d’expédition.
- 6- Prescriptions relatives à la construction des emballages, grands récipients pour vrac (GRV), des grands emballages, des citernes et des conteneurs pour vrac et aux épreuves qu'ils doivent subir.
- 7- Dispositions concernant les conditions de transport, le chargement, le déchargement et la manutention.

L’annexe B comporte deux parties :
- 8- Prescriptions relatives aux équipages, à l'équipement et à l'exploitation des véhicules et à la documentation.
- 9- Prescriptions relatives à la construction et à l'agrément des véhicules.

## Conditionnement des marchandises dangereuses
Le règlement prévoit et contient toutes les dispositions nécessaires à l'emballage des marchandises dangereuses dans ses chapitres 4 (Instructions d'emballages) et 6 (Prescription en matière de construction des emballages).
La règle est de ne pas utiliser n'importe quel emballage pour l'envoi de n'importe quelle marchandise. Les emballages, conteneurs, citernes, caisses, fûts, sacs, cartons, bidons, etc. font l'objet d'épreuves concrètes pour vérifier et tester leur résistance selon plusieurs critères définis dans l'ADR. 
Une fois ces épreuves passées, le dossier d'épreuve est déposé auprès d'un laboratoire agréé qui va remettre un certificat d'agrément où il y aura un marquage UN qui va préciser les caractéristiques de l'emballage. 
Un emballage type doit comporter un marquage bien spécifique. La ou les étiquette(s) de danger doivent être affichée(s) sur le colis, le numéro ONU de la matière qui est dans le colis ainsi que le ou les numéro(s) d'homologation de l'emballage.

## Marquage et signalétique

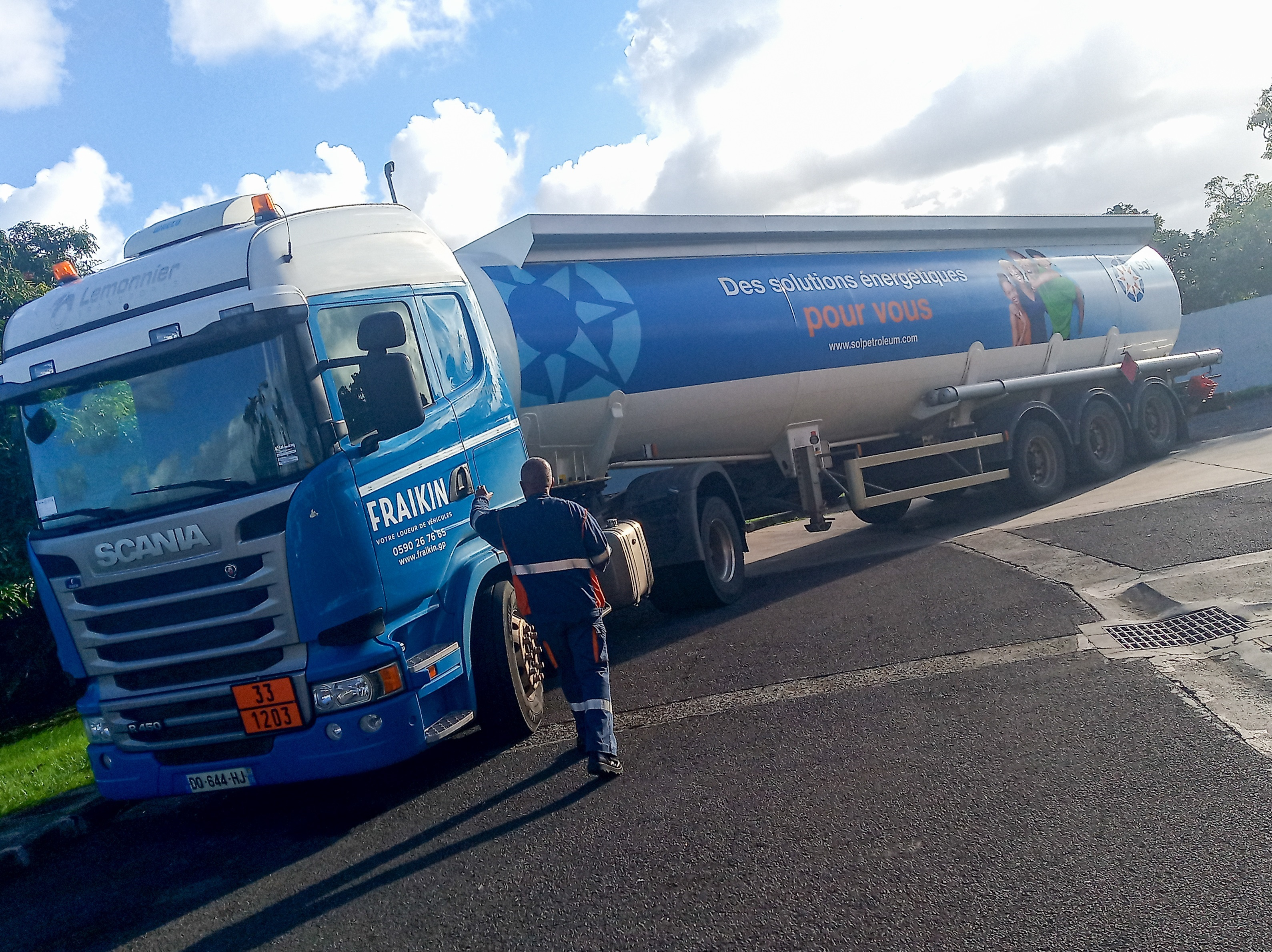
Plaques avant et latérale

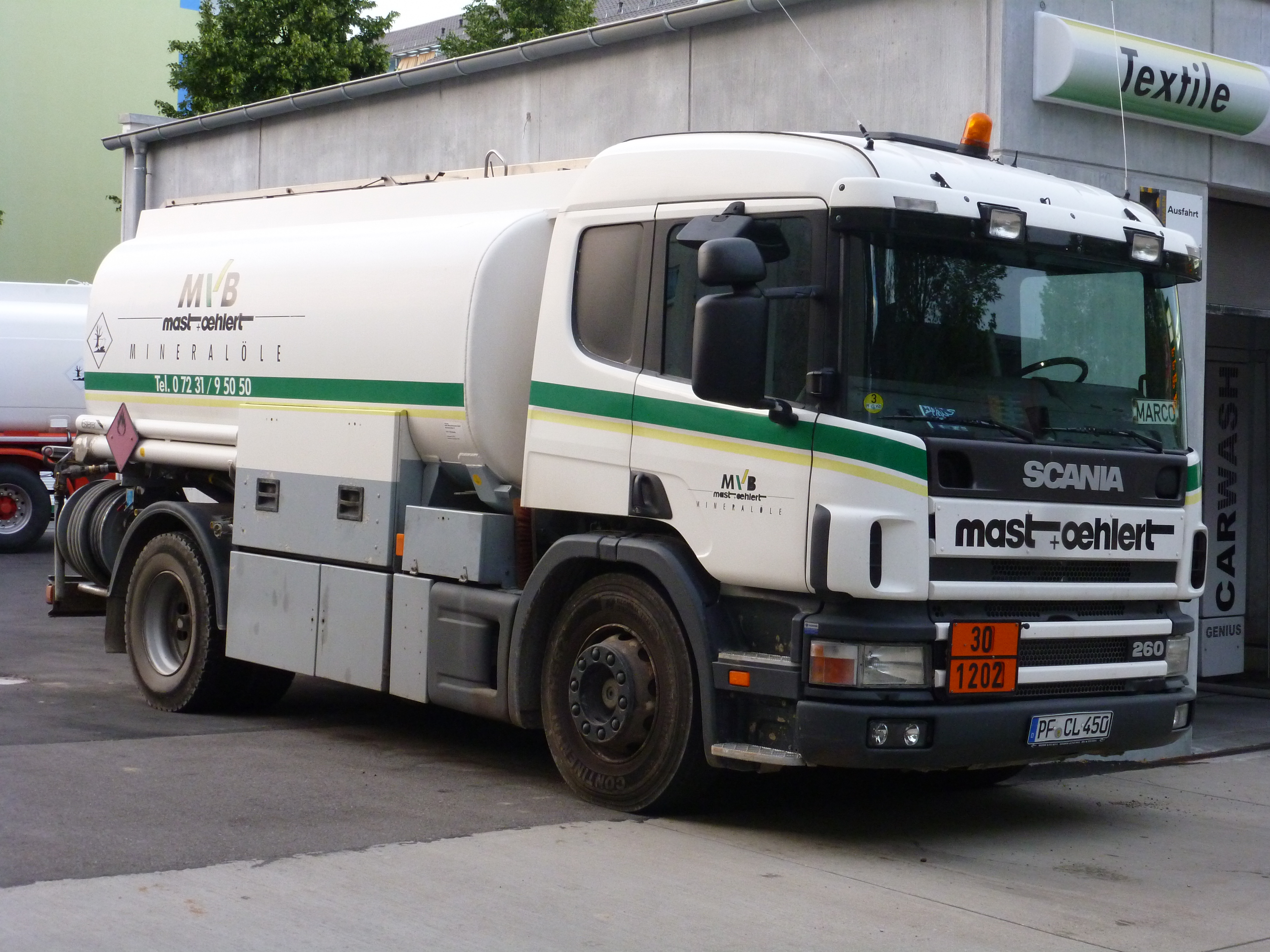
Plaques avant et latérale

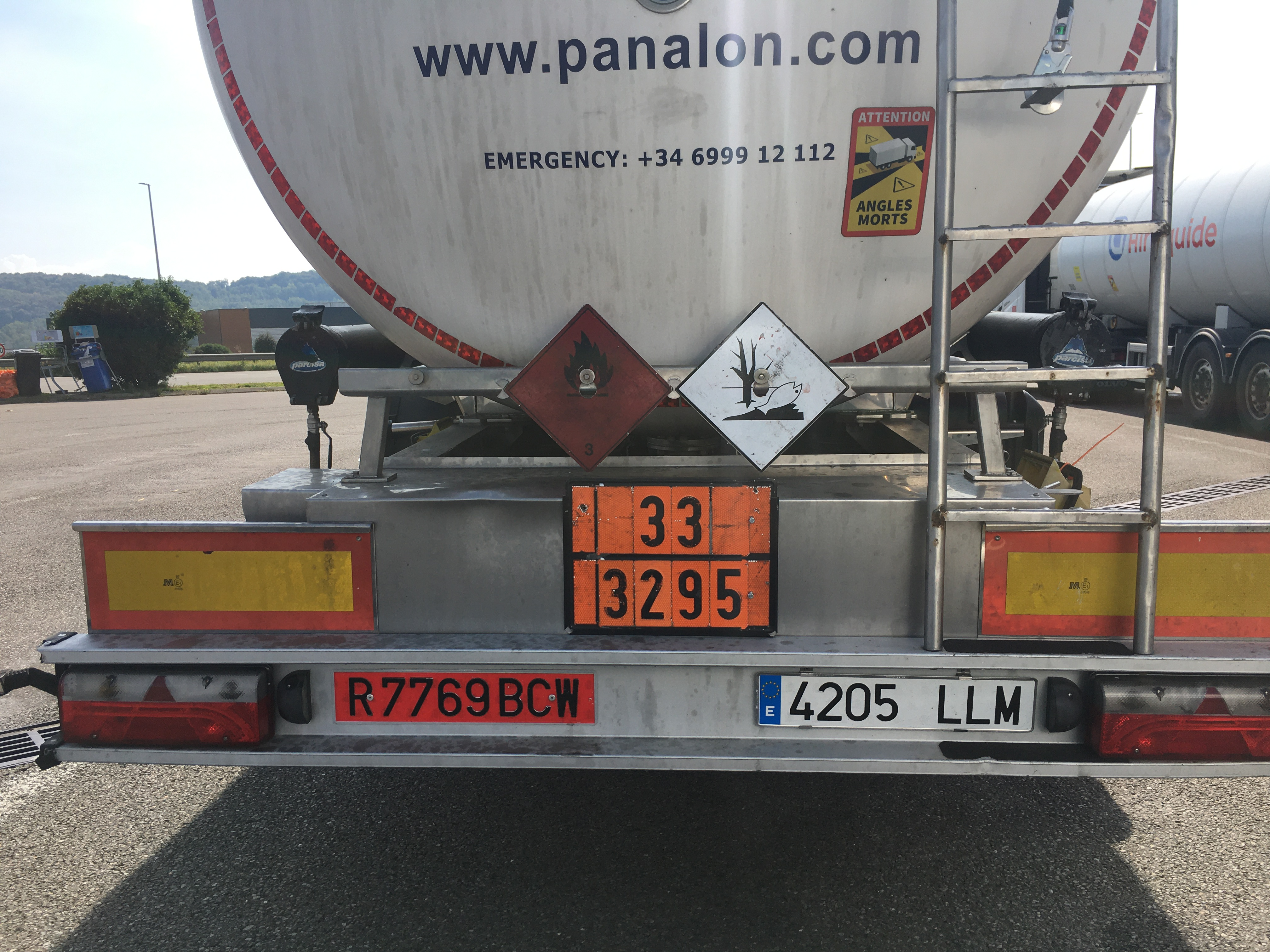
Plaques arrières

L'emballage de la matière dangereuse transportée (wagon, véhicule-citerne, etc.) doit présenter différentes signalétiques, dont les plaques codes dangers et les plaques symboles danger.
Ces plaques doivent être visibles sur l'avant, l'arrière et chacun des côtés du conteneur.
Dans les documents officiels, la notation est parfois abrégée, par exemple : 2617 3/PG 2 où 2617 est le numéro ONU, 3 la classe de la substance et PG le code d'emballage (PG : packaging group), dans ce cas 2.

### Panneaux orange

Plaques codes dangers.

Ils sont orange et mesurent 30 × 40 cm au minimum mais elle peut être réduite à 12 × 30 cm lorsque par construction la surface disponible sur le véhicule ne peut pas accueillir un panneau de taille réglementaire. Ils sont construits dans un matériau résistant aux intempéries et ne doivent pas s'effacer. Ils sont munis, lorsqu'ils sont sur un véhicule, d'un système qui empêche que le panneau se détache du véhicule, quelle que soit l'orientation de celui-ci.
Il en existe deux types : 
Vierges
Servant pour le transport de marchandises dangereuses en colis où l'instruction relative au placardage des véhicules dans l'ADR n'impose pas l'ajout de plaques étiquettes à l'extérieur du véhicule. Il est utilisé également lorsque le véhicule doit apposer d'autres panneaux sur le véhicule (tels que panneaux orange codifiés sur les citernes, bennes où conteneurs) à d'autres endroits qu'à l'avant et l'arrière de l'unité de transport. 
Codifiés
Ceux-ci servent au transport de produits en citernes, en vrac dans des bennes et dans d'autres cas pour certaines matières explosives et radioactives. Ils sont divisées en deux parties dans le sens de la largeur, comportant alors des numéros d'identification d'une hauteur de 10 cm et de 15 mm d'épaisseur. Le panneau doit être construit de telle façon que les chiffres inscrits dessus puissent être lisibles sur celui-ci après un incendie d'une durée de 15 minutes. 
Dans la partie supérieure se trouve le numéro d'identification du danger (appelé parfois code Kemler, ou code ADR), à deux ou trois chiffres, parfois précédés d'une lettre, qui indique la nature du danger présenté. 
Le premier chiffre représente le danger principal, il y a toujours un second chiffre représentant le danger secondaire (0 s'il n'y a qu'un danger). 
Pour les matières des classes 3, 5, 6 et 8, lorsque le second chiffre est doublé, il indique une intensification du danger afférent (ex: 33 liquide TRÈS inflammable).  
Un troisième chiffre peut, le cas échéant, signaler un danger subsidiaire.
La présence de la lettre X devant les chiffres signale un danger de réactions violentes au contact de l'eau (eau, eau dopée, mousse d'extinction, etc.).
| Chiffre | Premier chiffre du no d'identification de danger                                                                                   | Deuxième ou troisième chiffre                  |
| ------- | --- | ---------------------------------------------- |
| 0       | – | Pas de danger secondaire                       |
| 1       | Matières et objets explosibles | Risque d'explosion                             |
| 2       | Gaz | Réagit à l'eau d'où émanation de gaz           |
| 3       | Liquide inflammable | Inflammabilité                                 |
| 4       | Solide inflammable, matière auto-réactive ou matière auto-échauffante, solide réagissant avec l'eau en dégageant des gaz dangereux | Inflammabilité ou auto-échauffement de solides |
| 5       | Matière qui favorise la combustion ou peroxyde organique                                                                           | Activation de la combustion                    |
| 6       | Matière toxique | Toxicité                                       |
| 7       | Matière radioactive | –                                              |
| 8       | Matière corrosive | Corrosivité                                    |
| 9       | Matière et objet dangereux divers                                                                                                  | Danger de réaction violente spontanée          |

Dangereux pour l'environnement.

Depuis 2009 est apparue la marque de « dangereux pour l'environnement » qui doit être apposée sur les emballages. 
Elles doit être apposés sur les engins de transport (citerne, bennes en vrac, conteneurs pour vrac offshore) lorsque la codification règlementaire fait apparaître la mention "dangereux pour l'environnement" ou la mention "Polluant Marin" pour une chaîne de transport comportant un parcours maritime. 
Un bon moyen mnémotechnique est le MAGALI SOCOTORACORDA:
- MAtières explosives,
- GAz inflammables,
- LIquides inflammables
- SOlides inflammables
- COmburants
- matières TOxiques
- matières RAdioactives
- matières CORrosives
- autres DAngers

Il y a des cas particuliers :
- - 20 : gaz asphyxiant,
  - 22 : gaz liquéfié réfrigéré asphyxiant,
  - 44 : solide inflammable[5] qui, à une température élevée, se trouve à l'état fondu,
  - 99 : matières dangereuses diverses transportées à chaud
  - X  : S'utilise lorsque le produit réagit de manière violente en cas de contact avec de l'eau et/ou de la mousse; l'eau ne peut être utilisée qu'avec l'agrément d'expert (5.3.2.3.1).

60 = produit toxique 1710 = trichloréthylène
66 = produit hautement toxique 1557 = arsenic
33 = produit hautement inflammable 1203 = essence

Dans la partie inférieure se trouve le code matière qui est le numéro ONU sous lequel est référencé le type de produit transporté (près de trois mille numéros existants).
Ainsi la première plaque présentée ci-contre nous donne : 60 = produit toxique, 1710 = trichloréthylène dans la nomenclature ONU

### Plaques étiquettes
Placées sur les véhicules, elles sont carrées de 25 × 25 cm et représentent le pictogramme du danger causé par le produit transporté classé en plusieurs catégories :
| Classe de danger | Type de danger | Panneau | Panneau |
| ---------------- | --- | ------- | ------- |
| 1                | Matières et objets explosibles. |         |         |
| 1.1              | Matières et objets comportant un risque d'explosion en masse (une explosion en masse est une explosion qui affecte de façon pratiquement instantanée la quasi-totalité du chargement). |         |         |
| 1.2              | Matières et objets comportant un risque de projection sans risque d'explosion en masse. |         |         |
| 1.3              | Matières et objets comportant un risque d'incendie avec un risque léger de souffle ou de projection ou de l'un et l'autre, mais sans risque d'explosion en masse, a) dont la combustion donne lieu à un rayonnement thermique considérable ; ou b) qui brûlent les uns après les autres avec des effets minimes de souffle ou de projection ou de l'un et l'autre.                                    |         |         |
| 1.4              | Matières et objets ne présentant qu'un danger mineur en cas de mise à feu ou d'amorçage durant le transport. Les effets sont essentiellement limités au colis et ne donnent pas lieu normalement à la projection de fragments de taille notable ou à une distance notable. Un incendie extérieur ne doit pas entraîner l'explosion pratiquement instantanée de la quasi-totalité du contenu du colis. |         |         |
| 1.5              | Matières très peu sensibles comportant un risque d'explosion en masse, dont la sensibilité est telle que, dans les conditions normales de transport, il n'y a qu'une très faible probabilité d'amorçage ou de passage de la combustion à la détonation. La prescription minimale est qu'elles ne doivent pas exploser lors de l'épreuve au feu extérieur.                                             |         |         |
| 1.6              | Objets extrêmement peu sensibles ne comportant pas de risque d'explosion en masse. Ces objets ne contiennent que des matières détonantes extrêmement peu sensibles et présentent une probabilité négligeable d'amorçage ou de propagation accidentels. |         |         |
| 2.1              | Gaz inflammables. |         |         |
| 2.2              | Gaz non inflammables, non toxiques. |         |         |
| 2.3              | Gaz toxique. |         |         |
| 3                | Liquides inflammables. |         |         |
| 4.1              | Matières solides inflammables, matières autoréactives et matières explosibles désensibilisées. |         |         |
| 4.2              | Matières spontanément inflammables . |         |         |
| 4.3              | Matières qui, au contact de l'eau, dégagent des gaz inflammables. |         |         |
| 5.1              | Matières comburantes. |         |         |
| 5.2              | Peroxydes organiques. |         |         |
| 6.1              | Matières toxiques. |         |         |
| 6.2              | Matières infectieuses. |         |         |
| 7A               | Matières radioactives. |         |         |
| 7B               | Matières radioactives. |         |         |
| 7C               | Matières radioactives. |         |         |
| 7E               | Matières radioactives. |         |         |
| 8                | Matières corrosives. |         |         |
| 9                | Matières et objets dangereux divers. |         |         |
|                  | Matières dangereuses pour l'environnement. |         |         |
|                  | Matières transportées à chaud. |         |         |